# Campeonato de Australia 1954
Lista de los campeones del Abierto de Australia de 1954:

## Individual masculino
Mervyn Rose (AUS) d. Rex Hartwig (AUS),  6–2, 0–6, 6–4, 6–2

## Individual femenino
Thelma Coyne Long (AUS) d. Jenny Staley Hoad (AUS), 6–3, 6–4

## Dobles masculino
Rex Hartwig/Mervyn Rose (AUS)

## Dobles femenino
Mary Bevis Hawton (AUS)/Beryl Penrose (AUS)

## Dobles mixto
Thelma Coyne Long (AUS)/Rex Hartwig (AUS)
| Predecesor: 1953                                       | Abierto de Australia 1954 | Sucesor: 1955                         |
| Predecesor: Campeonato nacional de Estados Unidos 1953 | Grand Slam 1954           | Sucesor: Torneo de Roland Garros 1954 |

- Datos: Q605808